# Tašlultum
Tašlultum ali Ašlultum je bila žena akadskega kralja Sargona, ki je vladal od  2356 do 2300 pr. n. št. (srednja kronologija) oziroma 2292 do  2236 pr. n. št. (kratka kronologija).
Njeno ime je znano iz samo enega odlomka alabastrne vaze ali sklede, katero je templju podaril njen majordom. Iz napisa je zaradi pomanjkanja nasprotujočih podatkov moč sklepati, da je bila akadska kraljica in mati visoke svečenice Enheduane, kraljev  Rimuša in Maništušuja ter Šu-Enlila in  Ilabais-takala.

## Sklic
1. ↑  »Cueniform Digital Library Initiative«. Arhivirano iz prvotnega spletišča dne 5. septembra 2013. Pridobljeno 21. junija 2015.

## Vira
- Elisabeth Meier Tetlow (2004). Women, Crime, and Punishment in Ancient Law and Society: The ancient Near East. Continuum International Publishing Group. ISBN 978-0-8264-1628-5. Pridobljeno 29. julija 2011
- Michael Roaf (1992). Mesopotamia and the ancient Near East. Stonehenge Press. ISBN 978-0-86706-681-4. Pridobljeno 29. julija 2011